# Sikayu (Comal)
Sikayu is een bestuurslaag in het regentschap Pemalang van de provincie Midden-Java, Indonesië. Sikayu telt 3434 inwoners (volkstelling 2010).